# Sentimiento, elegancia & maldad
Sentimiento, elegancia & maldad es el segundo álbum de estudio del cantante estadounidense Arcángel. Fue publicado el 19 de noviembre de 2013 bajo Pina Records, Flow Factory Inc. y Sony Music Latin. Pasaron casi cinco años desde la publicación de su anterior álbum de estudio, incluyendo 18 canciones en el nuevo material. El álbum contiene las colaboraciones con Daddy Yankee, De La Ghetto, Ñengo Flow y el dúo Genio & Baby Johnny.

## Concepto y promoción
Arcángel explicó y comentó en el portal Terra acerca de las canciones que conforman el álbum “[...] en este disco he plasmado mis vivencias, emociones y sentimientos de los últimos cuatro años”. Según las propias palabras del cantante, todo el álbum es única y exclusivamente música urbana. El sencillo promocional «Hace mucho tiempo» fue presentado en el programa Primer Impacto de la cadena Univision, además de ser en su momento el vídeo más visto en el portal Vevo.

### Gira musical
El 25 de abril del 2014 inició la gira de “Sentimiento, Elegancia & Maldad” en el Coliseo de Puerto Rico José Miguel Agrelot, esto después de más de cuatro años de ausencia como solista y 2 desde que participó con La fórmula. Una semana después se anunció que se lanzaría en DVD. Meses después fue publicado en su cuenta oficial de VEVO la primera canción interpretada del concierto, «Contigo quiero amores».

## Recepción crítica y comercial
Thom Jurek del portal web Allmusic destaca la energía renovada del cantante luego de firmar con Pina Records, indicando que «Hace mucho tiempo» es el sencillo ideal a elegir, además de destacar las participaciones de Daddy Yankee y Baby Johnny.
En el aspecto comercial, a pesar de sufrir filtraciones previas y algunos contratiempos, el álbum debutó en la primera posición de las listas de Billboard, según registros de Nielsen SoundScan, además de liderar las listas digitales de Apple Music en preventas.
El álbum fue certificado Oro por vender 30 000 unidades por la RIAA.

## Lista de canciones
| N.º | Título                                         | Productor                              | Duración |  |
| 1.  | «Dios te bendiga»                              | Yazid & Gaby                           | 02:42    |  |
| 2.  | «Hace mucho tiempo»                            | Tainy                                  | 02:51    |  |
| 3.  | «Contigo quiero amores»                        | Mambo Kingz & DJ Luian                 | 03:52    |  |
| 4.  | «Sola» (con De La Ghetto)                      | Nely El Arma Secreta, Tainy & DJ Luian | 04:00    |  |
| 5.  | «Iré a buscarte»                               | DJ Luian & Noize                       | 04:11    |  |
| 6.  | «Gucci Boys Club»                              | Tainy                                  | 03:22    |  |
| 7.  | «Cuando tu no estás»                           | Tainy                                  | 03:16    |  |
| 8.  | «Como tiene que ser»                           | Mambo Kingz & DJ Luian                 | 04:04    |  |
| 9.  | «Pakas de 100» (con Daddy Yankee)              | Musicólogo, Menes & DJ Luian           | 04:28    |  |
| 10. | «SEM»                                          | DJ Urba & Rome, Frabian Eli            | 04:35    |  |
| 11. | «Diferente»                                    | Yazid & New Yorkeeno                   | 03:06    |  |
| 12. | «Ayer escuche una voz» (con Ñengo Flow)        | Mambo Kingz & DJ Luian                 | 03:02    |  |
| 13. | «Me, Myself and My Money»                      | Tainy & Frabian Eli                    | 03:00    |  |
| 14. | «Que le den»                                   | Mambo Kingz & DJ Luian                 | 03:39    |  |
| 15. | «Le llego donde sea» (con Genio & Baby Johnny) | Magnífico                              | 03:38    |  |
| 16. | «Lentamente»                                   | Mad Music                              | 03:12    |  |
| 17. | «Tiene un piquete»                             | Mambo Kingz                            | 03:04    |  |
| 18. | «Por la plata baila el mono»                   | Tainy                                  | 03:55    |  |

## Remezclas
| N.º | Título                                  | Productor              | Duración |  |
| 1.  | «Contigo Quiero Amores (Mambo Versión)» | DJ Luian & Mambo-Kingz | 03:10    |  |

## Posicionamiento en listas
| Listas (2013)                        | Mejor posición |
| ------------------------------------ | -------------- |
| Estados Unidos (Billboard 200)       | 98             |
| Estados Unidos (Top Latin Albums)    | 1              |
| Estados Unidos (Top Rap Albums)      | 9              |
| Estados Unidos (Latin Rhythm Albums) | 1              |

## Certificaciones
| País                                               | Organismo certificador | Certificación |
| -------------------------------------------------- | ---------------------- | ------------- |
| Certificaciones de Sentimiento, Elegancia y Maldad |                        |               |
| Estados Unidos                                     | RIAA                   | - Oro (Latin) |